# Zweedse luchtmacht
De Zweedse luchtmacht (Zweeds: Svenska flygvapnet) is de luchtmacht van de Zweedse strijdkrachten.
De luchtmacht werd in 1926 opgericht, en zijn voornaamste taken zijn: verdediging van het Zweedse luchtruim, doelen aanvallen op land en zee en het verzamelen van informatie door middel van verkenningsvliegtuigen. Voor deze taken beschikt de Zweedse luchtmacht over vele vliegtuigen en helikopters.
De luchtmacht is onderverdeeld in vier vloten (Wing's) en één helikoptervloot. 
Het voornaamste vliegtuig van de Zweedse luchtmacht is de Saab JAS39 Gripen.

## Geschiedenis

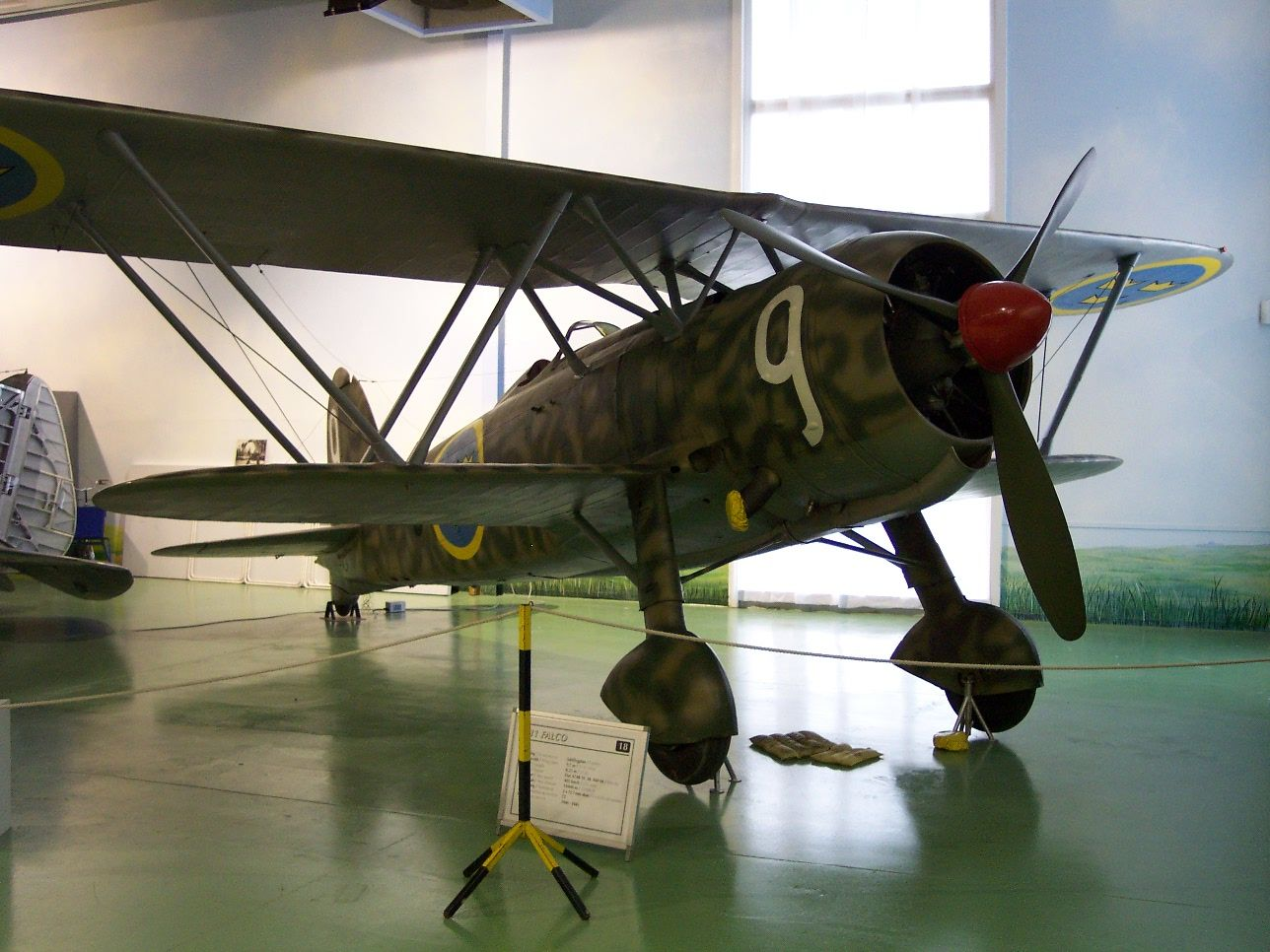
Fiat CR.42.

Het Zweedse leger begon te vliegen in 1911. In 1926 werden de luchteenheden van de landmacht en de marine samengevoegd en dus ontstond op 11 juli van dat jaar de Zweedse luchtmacht. Tijdens de jaren 1930 werd die luchtmacht gevoelig uitgebreid. Tijdens de Tweede Wereldoorlog behield Zweden haar neutraliteit. Doch werd de luchtmacht nog steeds vergroot tegen de potentiële bedreigingen. Tegen 1945 had de Zweedse luchtmacht meer dan 800 gevechtsvliegtuigen.
De Koude Oorlog zette Zweden ertoe aan haar vloot te moderniseren en dus werden de beste buitenlandse vliegtuigen van die tijd gekocht, zoals de P-51 Mustang en de de Havilland Vampire. Toen de Saab 29 Tunnan en de Saab 32 Lansen verschenen in de jaren 50 had Zweden beschikking over eigen toestellen die tot de beste ter wereld behoorden. 

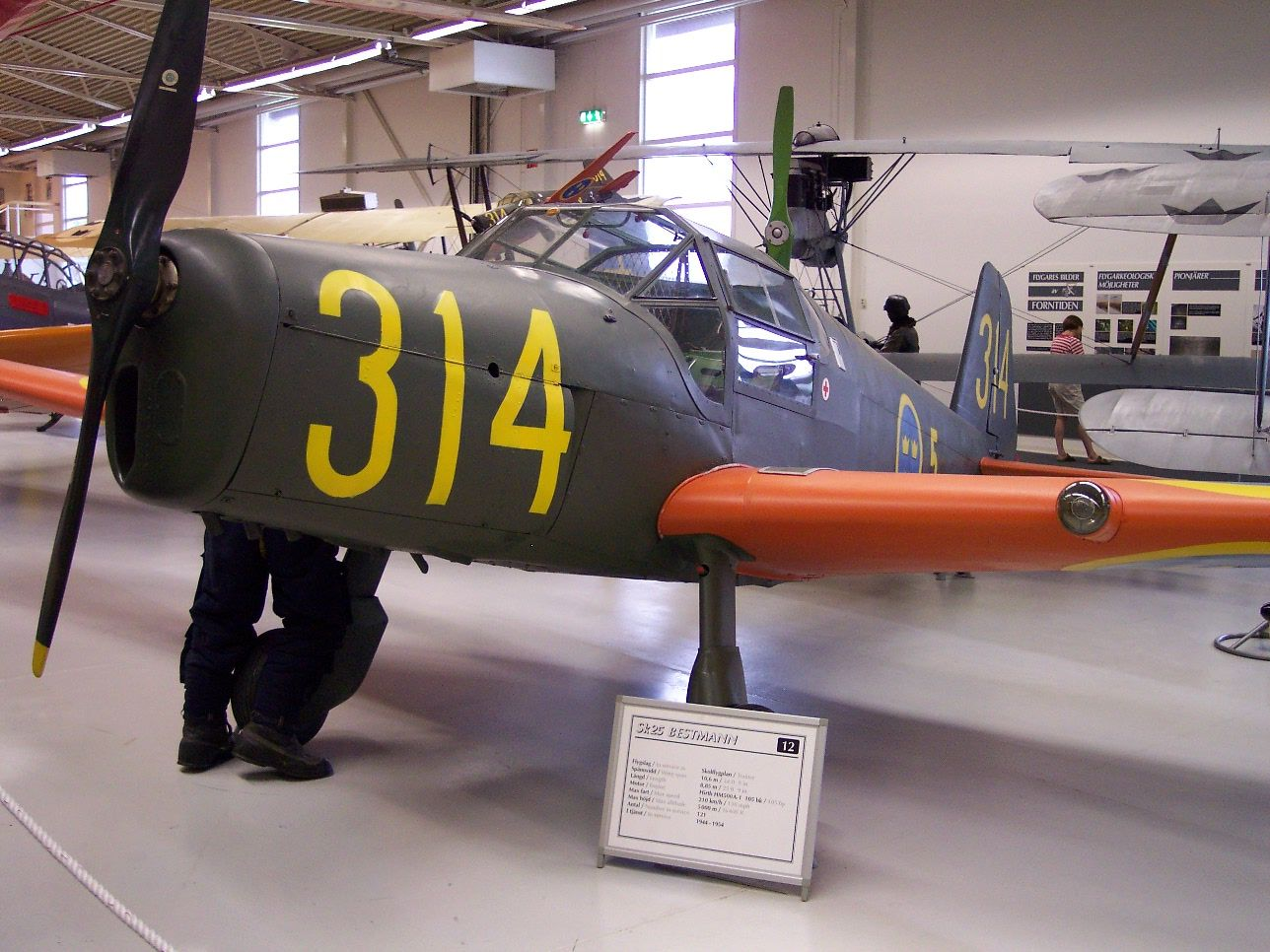
Bücker Bü 181.

Gedurende de jaren 1950 begon het land naar Duits voorbeeld met de aanleg van autosnelwegen. Die werden zodanig gebouwd dat ze ook dienst konden doen als landingsbaan voor de luchtmacht. In die periode werden ook massa's geld gepompt in de ontwikkeling van een eigen kernwapen. Op het einde van de jaren 1960 moest het land door bezuinigingen kiezen tussen de ontwikkeling van een nieuw gevechtsvliegtuig of het Zweedse kernwapenprogramma. Er werd voor het vliegtuig gekozen dat
uiteindelijk de Saab 37 Viggen werd.
Volgend op de val van de Sovjet-Unie en het einde van de Koude Oorlog werd de Zweedse luchtmacht in de jaren 1990 hervormd waardoor ook een aantal bases gesloten werden. De Zweedse overheid wil nog verder besparen op het leger. Het doel is om het aantal gevechtsvliegtuigen te reduceren tot een honderdtal. De nationale vliegtuigbouwer Saab maakt ook deel uit van het Europese project voor de ontwikkeling van het Dassault nEUROn-stealthvliegtuig.

## Organisatie

### Jachtvliegtuigen
De jachtvliegtuigen van de luchtmacht zijn onderverdeeld in vier wing's en één vliegschool: 

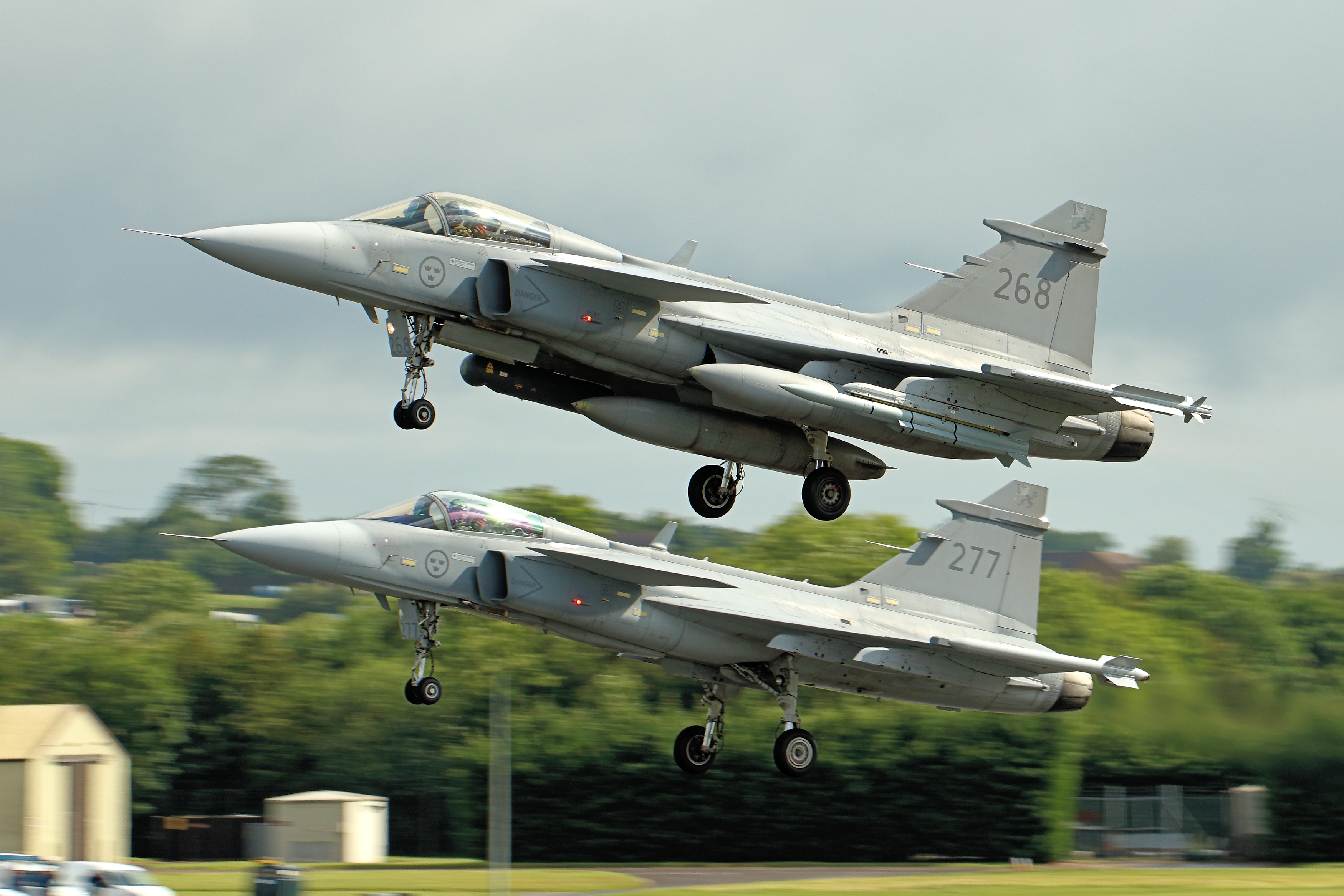
Twee Saab JAS 39C Gripen's van de Zweedse luchtmacht

| Wing | Volledige naam                           | Gebaseerd                                         | Vloot             | Taken                                                    |
| ---- | ---------------------------------------- | ------------------------------------------------- | ----------------- | -------------------------------------------------------- |
| F-7  | Skaraborg Wing (Skaraborgs Flygflottilj) | Såtenäs                                           | Saab JAS39 Gripen | Gevechtsdivisie Training voor Gripen-piloten             |
| F-16 | Uppland Wing (Upplands Flygflottilj)     | Uppsala-Ärna                                      | Saab JAS39 Gripen | Bewaken van luchtruim Gevechtscommando                   |
| F-17 | Blekinge Wing (Blekinge Flygflottilj)    | Blekinge, Linköping, Värnamo en Visby             | Saab JAS39 Gripen | Luchtverdediging Surveillance                            |
| F-21 | Norbotten Wing (Norbottens Flygflottilj) | Luleå-Kallax                                      | Saab JAS39 Gripen | Permanente stand-by voor onderschepping Luchtverdediging |
| LSS  | Luftstidsskolan                          | Linköping, Halmstad, Märsta, Sollefteå en Uppsala | Saab 105          | Training voor vliegers                                   |

### Helikopters

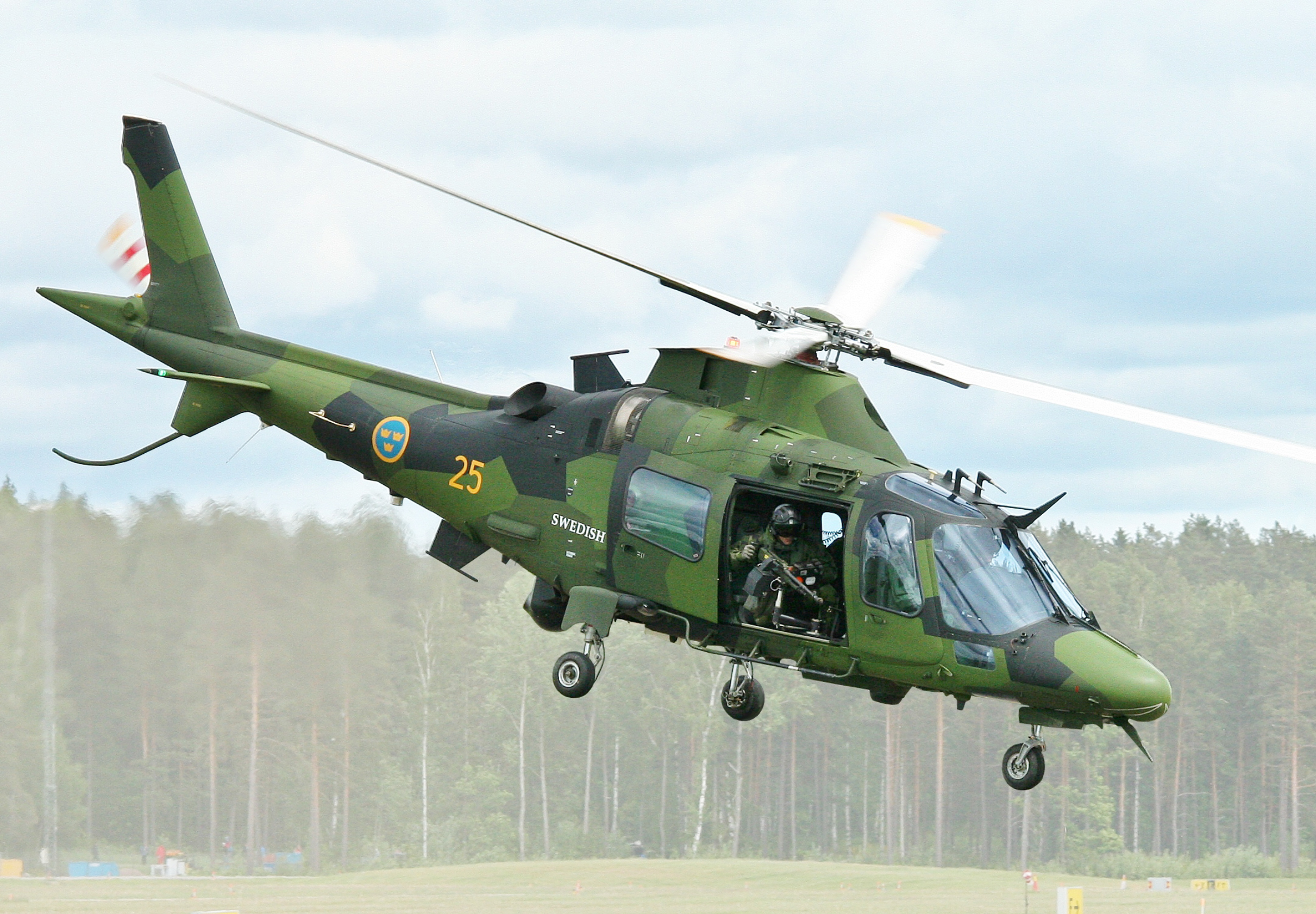
De HKP 15 (Agusta A109)

Alle voormalige helikopter eenheden van de Landmacht en Marine zijn samengevoegd met de Luchtmacht en vormen samen één helikopter wing, die uit drie squadrons bestaat: 
| Wing     | Volledige naam                                      | Gebaseerd | Vloot        | Doel                                    |
| -------- | --------------------------------------------------- | --------- | ------------ | --------------------------------------- |
| 1.hkpskv | 1ste helikoptersquadron (Första Helikopterskvadron) | Luleå     | HKP 14       | Landoperaties (Markoperativ)            |
| 2.hkpskv | 2de helikoptersquadron (Andra Helikopterskvadron)   | Linköping | HKP 15HKP 16 | Landoperaties (Markoperativ)            |
| 3.hkpskv | 3de helikoptersquadron (Tredje Helikopterskvadron)  | Ronneby   | HKP 14HKP 15 | Maritieme Operaties (Sjöoperativ)       |
| SHG      | Särskilda Helikoptergruppen                         | Linköping | HKP 15HKP 16 | Speciale Operaties (Specialoperationer) |

### Transport- en speciale vliegtuigen
De taken van de transportwing van de Zweedse luchtmacht zijn luchtmissies en droppings uitvoeren en worden zowel nationaal als internationaal gebruikt. Ook is Zweden deels eigenaar van drie Boeing C-17 Globemaster III vliegtuigen. Deze vliegtuigen vallen onder de Heavy Airlift Wing en is in 2009 opgericht door 12 samenwerkende landen. Zweden heeft jaarlijks recht op 550 vlieguren met de toestellen. Daarnaast heeft Zweden twee toestellen voor AWACS doeleinden. 
| Wing     | Volledige naam                                                          | Gebaseerd | Vloot |
| -------- | ----------------------------------------------------------------------- | --------- | --- |
| 71 Tpdiv | 71ste Luchttransporteenheid (71 Transportflygdivisionen)                | Såtenäs   | Boeing C-17 Globemaster III (Gebaseerd in Hongarije) Lockheed C-130H2 Hercules Lockheed C-130E2 Hercules (tankvliegtuig) |
| 7 TSFE   | 7de Transport en Speciale eenheid (7 Transport- och specialflygenheten) | Såtenäs   | Saab S 100 D (AWACS) Gulfstream S 102 B (Radarstoring) Gulfstream TP 102 Saab TP 100                                     |

## Inventaris

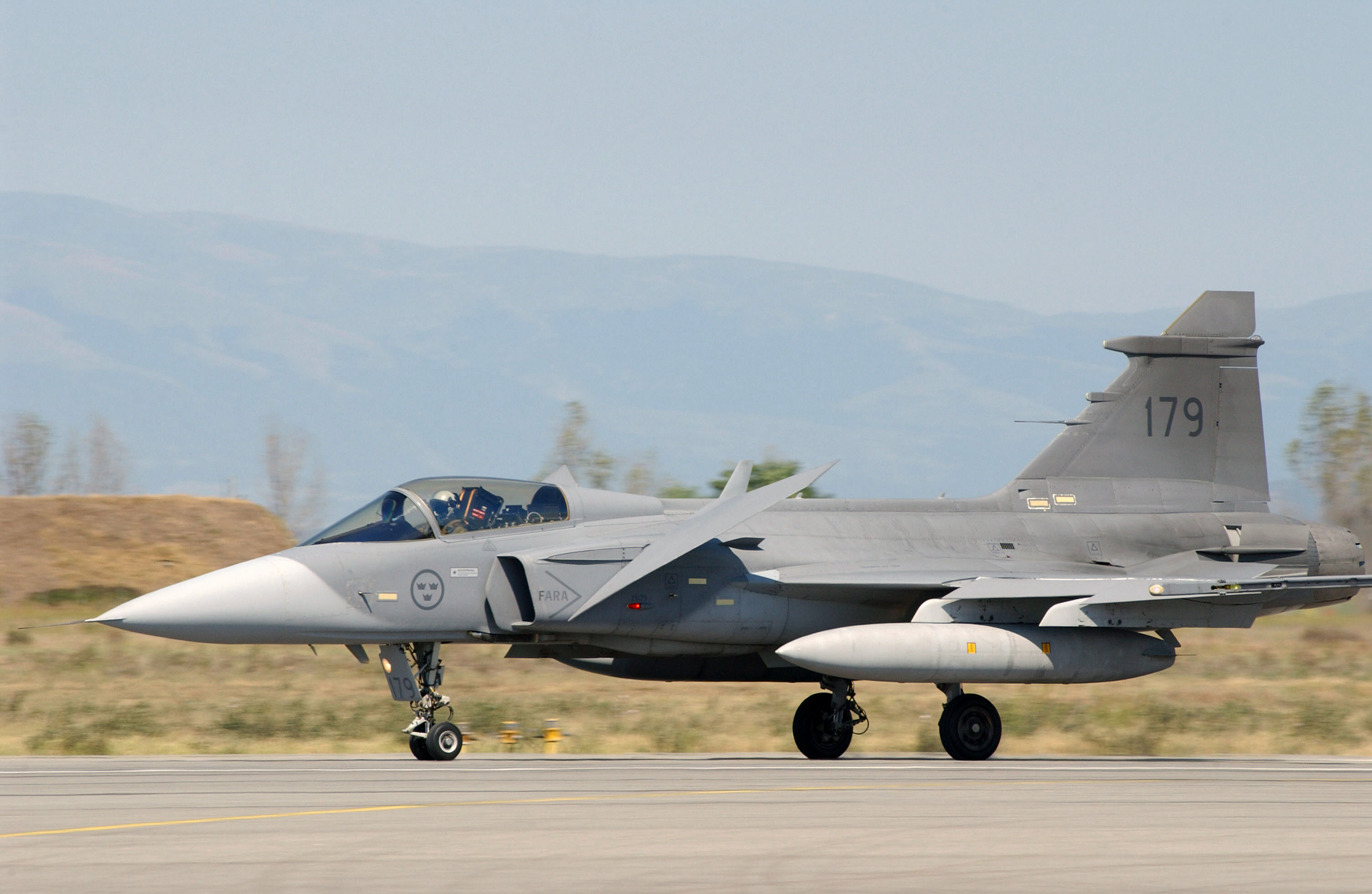
Saab JAS 39 Gripen.

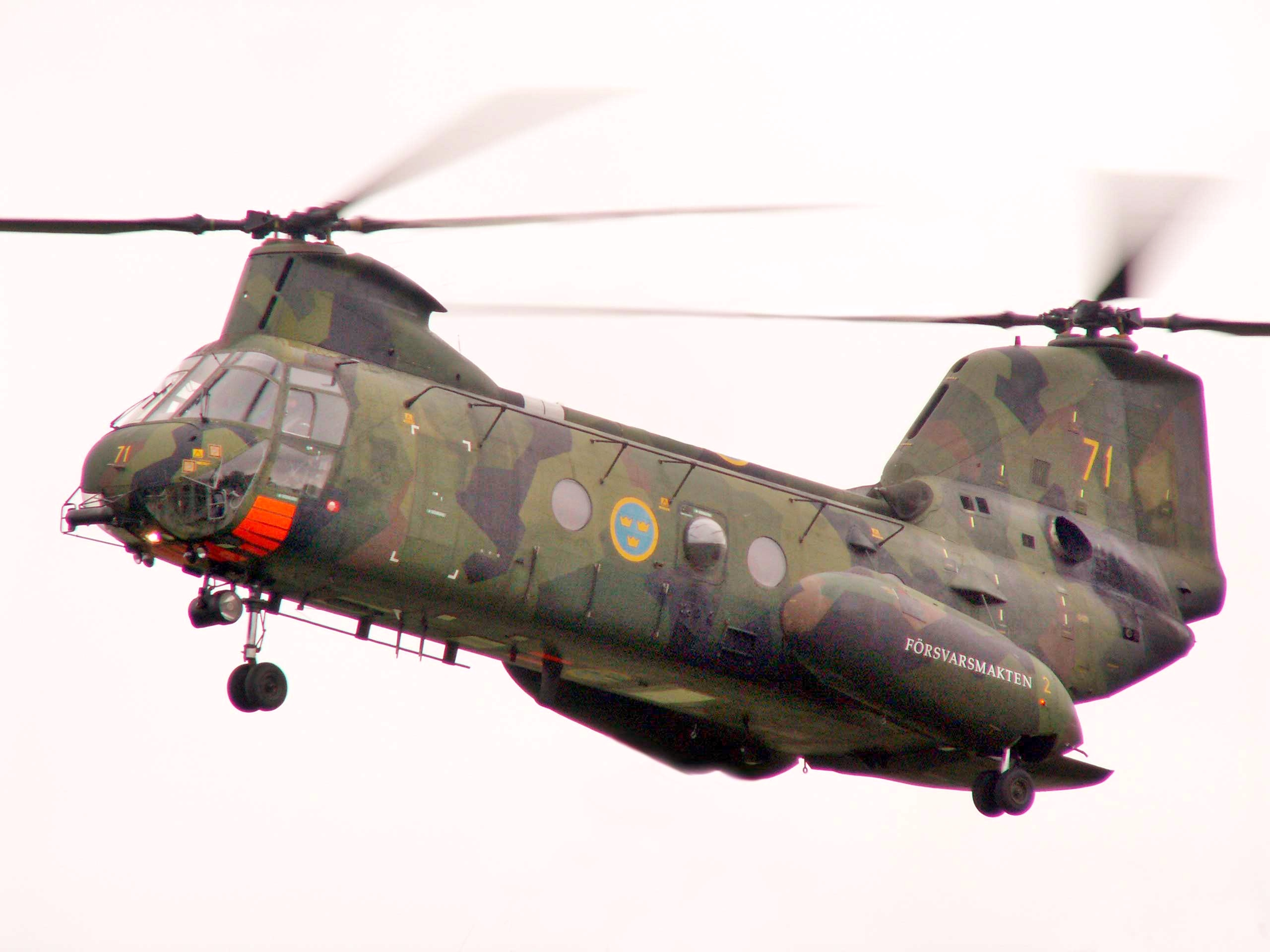
Boeing CH-46.

| Toestel                     | Versie(s)              | Aantal       | Rol                                | Herkomst                   |
| Vliegtuigen                 | Vliegtuigen            | Vliegtuigen  | Vliegtuigen                        | Vliegtuigen                |
| --------------------------- | ---------------------- | ------------ | ---------------------------------- | -------------------------- |
| Boeing C-17 Globemaster III | C-17A                  | 3            | transport                          | Verenigde Staten           |
| Gulfstream 550              | TP 102D                | 1            | passagiers                         | Verenigde Staten           |
| Gulfstream IV               | TP 102 S 102B          | 2            | passagiers Sigint                  | Verenigde Staten           |
| Lockheed C-130 Hercules     | TP 84                  | 7 1          | transport tanker                   | Verenigde Staten           |
| Saab JAS 39 Gripen          | 39C 39D 39E            | 71 23 0 (70) | C-versie gevecht D-versie training | Zweden                     |
| Saab 105                    | SK 60                  | 46           | basisopleiding                     | Zweden                     |
| Saab SF-340                 | S 100B TP 100          | 6 2          | AEW transport                      | Zweden                     |
| Elbit Skylark               | Falken                 |              | UAV                                | Israël                     |
| AAI RQ-7 Shadow             | Ömen                   |              | UAV                                | Verenigde Staten           |
| Helikopters                 |                        |              |                                    |                            |
| Agusta A109                 | HKP 15                 | 20           | transport                          | Italië                     |
| Eurocopter Super Puma       | HKP 10 HKP 10B HKP 10D | 7 3 2        | transport                          | Frankrijk                  |
| NHI NH90                    | HKP 14                 | 4 (14)       | transport                          | Frankrijk Italië Nederland |
| Saab Skeldar                |                        |              | UAV                                | Zweden                     |
| Sikorsky UH-60M Black Hawk  | HKP 16                 | 15           | transport                          | Verenigde Staten           |

## Kunstvliegdemonstratieteam
Sinds 1974 heeft de Zweedse luchtmacht het Team 60 kunstvliegdemonstratieteam, dat is gevestigd in Linköping.